# Ben Uzoh
Ben Uzoh (març de 1988, San Antonio, Texas) és un jugador de bàsquet professional estatunidenc que juga pels New Jersey Nets.